# Albrandswaard
Albrandswaard  è una municipalità dei Paesi Bassi di 24 081 abitanti situata sull'isola di IJsselmonde  nella provincia dell'Olanda Meridionale.